# جون إيفانز (لاعب كرة قدم)
جون إيفانز (بالإنجليزية: John Evans)‏ (28 أغسطس 1929 في المملكة المتحدة - 6 يناير 2004 بإسكس في المملكة المتحدة) هو لاعب كرة قدم بريطاني في مركز الهجوم. لعب مع تشارلتون أثلتيك وكولتشستر يونايتد ونادي ليفربول وRedbridge F.C. ‏ ونادي رومفورد ‏.